# Ахмадова Нурія Аліага-кизи
Нурія Аліага кизи Ахмадова (азерб. Nuriyyə Əliağa qızı Əhmədova; 26 грудня 1950, Шекі, Азербайджанська РСР — 10 жовтня 2015, Баку, Азербайджан) — радянська і азербайджанська акторка театру і кіно, народна артистка Азербайджану.

## Життєпис
Нурія Ахмадова народилася 26 грудня 1950 року в Баку (або, за деякими даними, в  Шекі).
У 1968 році Нурія Ахмадова увійшла до трупи Азербайджанського театру музичної комедії імені Курбанова. Одночасно вона навчалась в Азербайджанському державному інституту мистецтв імені Алієва, який закінчила в 1978 році.
З 1978 по 1982 роки Нурія Ахмадова працювала викладачкою Азербайджанського державного інституту мистецтв імені Алієва.
Популярність прийшла до акторки тільки після 40 років. Найбільш значні кінороботи пов'язані з ролями ролі в таких фільмах, як «Хям зийарят, хям тиджарят» («І подорож, і торгівля»), «Бяхт узуйу» («Кільце щастя»), «Сахилсиз геджа» («Ніч без берега»).

## Нагороди та звання
Народна артистка Азербайджану (2007).

## Фільмографія
- 2013 — «Не бійся, я з тобою! 1919» (Азербайджан, Росія) — стара змія
- 2004 — «Національна бомба» (Азербайджан)
- 2003 — «Чорна мітка» (Азербайджан, Росія) — Нурія Ханбабаєва
- 2001 — «Сон» (Азербайджан),
- 1997 — «Все на краще» (Азербайджан, короткометражний)
- 1995 — «Стамбул» (Азербайджан)
- 1994 — «Вирок» (Азербайджан) — дружина Анвара
- 1993 — «Тварь» (Азербайджан)
- 1992 — «Тахмина» | Təhminə (Азербайджан) — епізод
- 1991 — «Обручка»
- 1991 — «Газельхан» — Азіза
- 1990 — «День страти» — Салатін
- 1989 — «Храм повітря» — дружина Сеїд-Рзи
- 1989 — «Ніч без краю», Роза
- 1988 — «Схильність» (короткометражний)
- 1988 — «Мерзотник» — продавчиня
- 1988 — «Живи, золота рибка» (короткометражний) — дружина
- 1988 — «Більше 40° градусів в тіні» — Сугра
- 1987 — «Заводила»
- 1987 — «Інше життя» — Міна
- 1987 — «Біль молочного зуба» — медсестра
- 1986 — «Вікно печалі» — мати
- 1985 — «Дачний сезон» — Хейранса